# Assahrij
Assahrij (àrab: الصهريج, aṣ-Ṣahrīj; amazic estàndard marroquí: ⵚⵀⵕⵉⵊ) és una comuna rural de la província d'El Kelâa des Sraghna, a la regió de Marràqueix-Safi, al Marroc. Segons el cens de 2014 tenia una població total de 15.385 persones.